# 함 (벨기에)
함(네덜란드어: Ham)은 벨기에 플란데런 지역 림뷔르흐주에 위치한 도시로 면적은 32.69km2, 인구는 10,393명(2013년 1월 1일 기준), 인구 밀도는 320명/km2이다.

시기
시 문장